# Espace Valentin
L’Espace Valentin est une ZAC et zone commerciale de Besançon située sur la commune d'École-Valentin.
L'Espace Valentin est géré par le SIEV (Syndicat Intercommunal de l’Échangeur de Valentin).
Jusqu'en 2013, les commerces de la zone commerciale étaient réunies en association appelée INTERVAL.
En 2013, le Président du SIEV est le maire de Miserey-Salines.

## Géographie
Le site est au Nord de la ville de Besançon (au nord de Temis), limitrophe d'École-Valentin, de Miserey-Salines et de Pirey.

## Commerces et industries
- Un centre commercial (Carrefour et ses 50 boutiques)
- Un grand nombre de moyennes surfaces spécialisées

L'Espace Valentin est divisé en 4 zones principales.

## Transports
C'est la compagnie de bus Ginko qui gère le transport péri-urbain de Besançon.
- Seules les lignes  8  64  65  66  67  desservent le quartier.

## Voirie
Cette ZAC est sur l'axe de la A36 et de la N 57.